# Динкинс, Грейс Энн
Грейс Энн Ди́нкинс (англ. Grace Ann Dinkins, род. 13 сентября 1966) — либерийская легкоатлетка, выступавшая в беге на короткие и средние дистанции. Участница летних Олимпийских игр 1984, 1996 и 2000 годов. Первая женщина, представлявшая Либерию на Олимпиаде.

## Биография
Грейс Энн Динкинс родилась 13 сентября 1966 года.
Была рекордсменкой Либерии в беге на 100, 200 и 400 метров.
В 1984 году вошла в состав сборной Либерии на летних Олимпийских играх в Лос-Анджелесе. В беге на 100 метров в 1/8 финала заняла 7-е место среди 8 участниц, показав результат 12,35 секунды и уступив 9 сотых попавшей в четвертьфинал с 5-го места Нзаэли Кьомо из Танзании. Также была заявлена в беге на 200 метров, но не вышла на старт.
В 1996 году вошла в состав сборной Либерии на летних Олимпийских играх в Атланте. В беге на 400 метров в 1/8 финала заняла 3-е место, показав результат 51,83. В четвертьфинале заняла 7-е место среди 8 участниц с результатом 52,53, уступив 1,18 секунды попавшей в полуфинал с 4-го места Светлане Гончаренко из России.
В 2000 году вошла в состав сборной Либерии на летних Олимпийских играх в Сиднее. В беге на 100 метров в 1/8 финала заняла 6-е место среди 8 участниц, показав результат 11,79 и уступив 0,41 секунды попавшей в четвертьфинал с 4-го места Сидони Мазерсилль с Каймановых Островов.
Динкинс стала первой женщиной, представлявшей Либерию на Олимпиаде.
В 2003 году завершила выступления, но продолжала сотрудничать со сборной Либерии по лёгкой атлетике.
Ещё во время спортивной карьеры начала работать хирургом-травматологом в медицинском центре Кинг-Дрю в Лос-Анджелесе.

## Личные рекорды
- Бег на 100 метров — 11,68 (8 марта 2003, Фуллертон)[9]
- Бег на 200 метров — 24,21 (22 марта 2003, Сан-Диего)[9]
- Бег на 400 метров — 51,83 (26 июля 1996, Атланта)[9]